# 新甸镇 (岫岩县)
新甸镇，是中华人民共和国辽宁省鞍山市岫岩满族自治县下辖的一个乡镇级行政单位。

## 行政区划
新甸镇下辖以下地区：
金矿村、乐全沟村、新甸村、石板村、教场沟村、中合屯村、合顺屯村、腰岭村和大山村。